# St. Leo (Minnesota)
Pour les articles homonymes, voir St. Leo.
St. Leo est une ville américaine située dans le Comté de Yellow Medicine, dans le Minnesota. Selon le recensement de 2010, sa population est de 100 habitants.